# تفاريتي (تفاريتي)
تفاريتي هو دُوَّار يقع بجماعة تفاريتي، إقليم السمارة، جهة العيون الساقية الحمراء في الصحراء الغربية. ينتمي الدوّار لمشيخة تفاريتي التي تضم دوار واحد. يقدر عدد سكانه بـ 3092 نسمة حسب الإحصاء الرسمي للسكان والسكنى لسنة 2004.

## روابط خارجية
- البوابة الوطنية للجماعات الترابية نسخة محفوظة 12 مارس 2018 على موقع واي باك مشين.
- المندوبية السامية للتخطيط